# Ramularia rubella

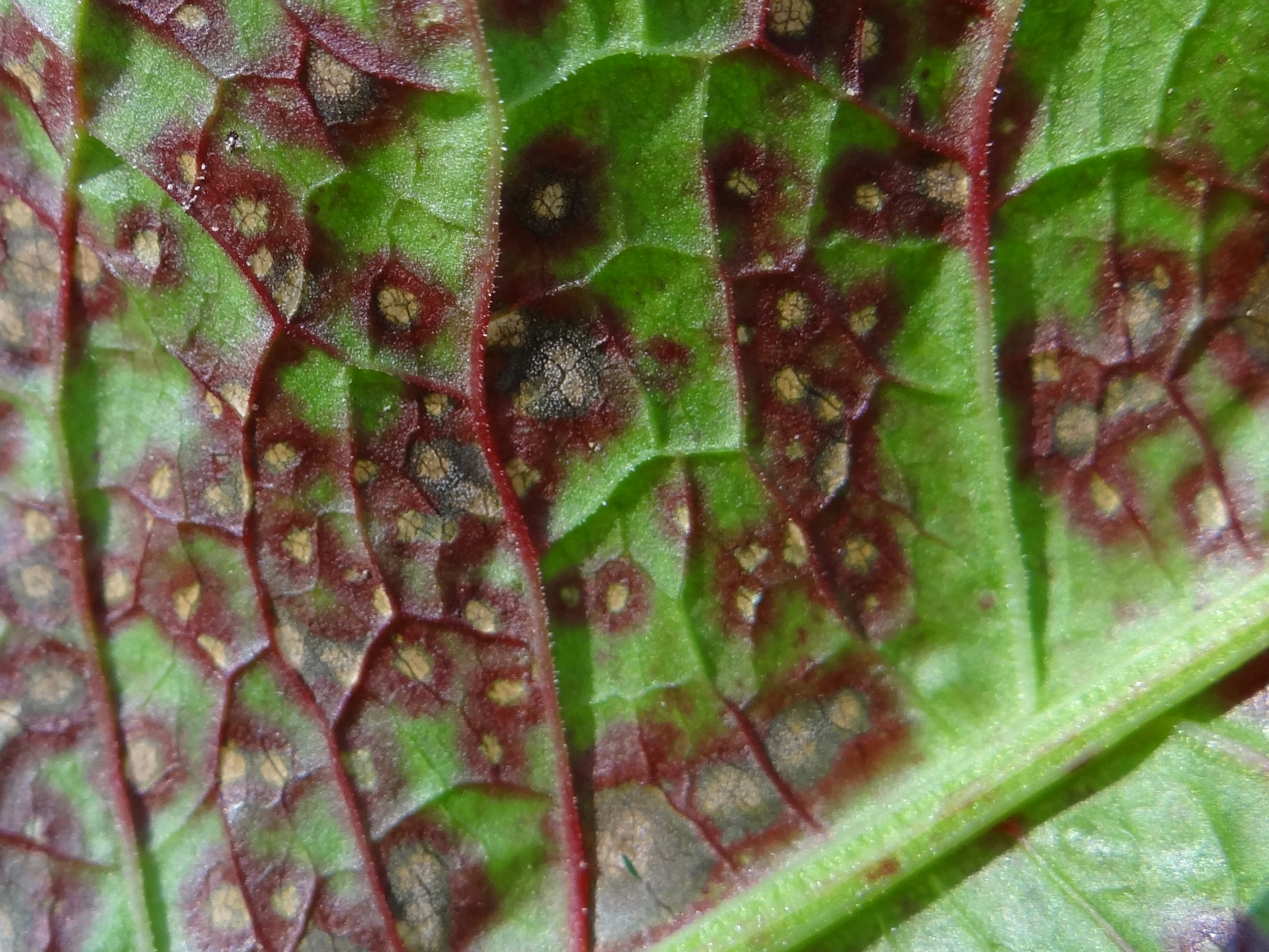
Plamy w powiększeniu

Ramularia rubella (Bonord.) Nannf. – gatunek grzybów z klasy Dothideomycetes.

## Systematyka i nazewnictwo
Pozycja w klasyfikacji według Index Fungorum: Ramularia, Mycosphaerellaceae, Capnodiales, Dothideomycetidae, Dothideomycetes, Pezizomycotina, Ascomycota, Fungi.
Po raz pierwszy takson ten zdiagnozował w 1861 r. Hermann Friedrich Bonorden nadając mu nazwę Crocysporium rubellum. Do rodzaju Ramularia przeniósł go Pier Andrea Saccardo w 1886 r. Obecną, uznaną przez Index Fungorum nazwę nadał mu w 1950 r. John Axel Nannfeldt.
Synonimy:
- Crocysporium rubellum Bonord. 1861
- Oidium rubellum (Bonord.) Sacc. & Voglino 1886
- Ovularia rubella (Bonord.) Sacc. 1886

## Morfologia
W miejscach rozwoju grzybni Ramularia rubella na liściach roślin tworzą się mniej więcej okrągłe, kanciaste i nieregularne plamy o średnicy 1-20 mm. Początkowo są bladozielonawe, potem coraz ciemniejsze: żółtawo-ochrowe, brązowe, szarobrązowe, w końcu szare. Obrzeże plam rozmyte, wąskie lub szerokie, o barwie brązowej, czerwono-brązowej, do fioletowej. Grzybnia rozwija się w tkance miękiszowej wewnątrz liści. Strzępki bezbarwne, z przegrodami, słabo rozgałęzione. Konidiofory w pęczkach, wyrastające z grzybni przez aparaty szparkowe liści. Są wyprostowane, długie, nitkowate, niemal cylindryczne, powyginane, faliste, kolankowate, czasami rozgałęzione. Mają długość 40–150 μm i szerokość 2–6 μm. Są bezbarwne, z przegrodami lub bez, gładkościenne. Blizny po oderwanych zarodnikach nieco zgęstniałe i ciemniejsze. Konidia odrywają się pojedynczo. Są bezbarwne, owalne, o rozmiarach (10) 15–35 × 6–12 μm, bez przegród, bardzo rzadko tylko zdarzają się z jedną przegrodą. Mają gładką lub niemal gładką powierzchnię i zaokrąglony wierzchołek.  

## Występowanie i siedlisko
Jest szeroko rozprzestrzeniony. Występuje niemal na całym świecie. W Polsce jest pospolity.
Pasożyt obligatoryjny i saprotrof. Na terenie Polski podano jego występowanie na następujących gatunkach roślin: Polygonum hydropiper, Rumex acetosa, Rumex alpinus, Rumex conglomeratus, Rumex crispus, Rumex hydrolapathum, Rumex obtusifolius, Rumex palustris, Rumex sanguineus i in. gat. z rodzaju Rumex.
Plamistość liści szczawiu mogą wywoływać również inne gatunki grzybów: Ramularia pratensis, Ramularia rumicis.